# Андриссе, Кор
Корнелис (Кор) Андриссе (нидерл. Kornelis "Cor" Andriesse; 13 февраля 1899, Амстердам — 17 августа 1964, там же) — нидерландский футбольный вратарь, выступал за амстердамский клуб «Аякс».

## Спортивная карьера
В октябре 1912 года Кор Андриссе стал членом футбольного клуба АФК. В то время он жил в восточной части Амстердама по адресу Рёйстрат 121. Через три года, в сентябре 1915 года, он отправился на просмотр в другой амстердамский клуб — «Аякс». Две недели спустя он был принят в команду. Уже через год шестнадцатилетний голкипер стал играть за третий резервный состав «Аякса».
В сентябре 1917 года Кор был переведён в первую команду «Аякса». В чемпионате Нидерландов он впервые сыграл 11 ноября в матче против клуба ХБС, заменив в стартовом составе основного вратаря Яна Смита, который в предыдущем матче сломал палец. Встреча завершилась гостевой победой «красно-белых» со счётом 1:4. Через неделю, 18 ноября, Кор пропустил пять голов в товарищеском матче от «Бе Квика». Журнал Het Sportblad критично воспринял игру резервного голкипера и посоветовал вернуть Герарда Зигелера, прежнего вратаря клуба. Тем не менее в следующей игре место в воротах занял Смит, а Андриссе продолжил выступать за второй состав клуба.
В следующем сезоне Кор получил больше игрового времени, приняв участие в семи матчах чемпионата. «Аякс» выиграл свою группу и вышел в финальную часть чемпионата. По её итогам амстердамцы во второй раз подряд стали чемпионами Нидерландов. В общей сложности за три сезона он принял участие в 10 матчах чемпионата и пропустил в них 7 мячей. В последний раз, в рамках чемпионата страны, он выходил на поле 25 января 1920 года в гостевом матче с УВВ. Сезон 1920/21 стал для Андриссе последним в качестве резервного вратаря «Аякса».

## Личная жизнь
Корнелис родился в феврале 1899 года в Амстердаме. Отец — Роммерт Андриссе, был родом из города Снек, мать — Каролина Хендрика Ваус, родилась в Амстердаме. Родители поженились в апреле 1891 года в Амстердаме — на момент женитьбы отец был военным моряком. В их семье воспитывалось ещё двое сыновей: Карел Хендрик и Роммерт. Мать умерла в июле 1915 года, а через год отец женился во второй раз. 
Женился в возрасте двадцати семи лет — его супругой стала 26-летняя Ариане Дидерика Пос, работница амстердамского ЗАГСа. Их брак был зарегистрирован 6 мая 1926 года в Амстердаме. В декабре 1929 года у них родилась дочь Катарина Гейсберта, а в сентябре 1934 года появилась вторая девочка — Каролина Хендрика.
Умер 17 августа 1964 года в Амстердаме в возрасте 65 лет. Его супруга умерла в феврале 1967 года в возрасте 67 лет.

## Достижения
«Аякс»
- Чемпион Нидерландов: 1918/19